# Кокшетау
Кокшетау (каз. Көкшетау, рус. Кокшетау) је град у Казахстану у Акмолинској области. Према процени из 2010. у граду је живело 137.214 становника.

## Становништво
Према процени, у граду је 2010. живело 137.214 становника.
| 1979.    | 1989.    | 1999.    |
| -------- | -------- | -------- |
| 103.162. | 135.424. | 123.389. |

## Саобраћај
Међународни аеродром Кокшетау